# Aeronautica militare dell'esercito imperiale giapponese
Il Dai-Nippon Teikoku Rikugun Kōkū Hombu, in giapponese 大日本帝国陸軍航空本部 (Servizio Aeronautico dell'Esercito Imperiale Giapponese), è stato, dal 1919 al 1945, l'aeronautica militare dell'Impero giapponese e parte integrante dell'Esercito imperiale giapponese non essendo una forza armata autonoma.
Proprio come l'Esercito, anche il Servizio Aeronautico fu sviluppato secondo le linee della corrispettiva tedesca, la Luftstreitkräfte; infatti il suo obiettivo primario fu di dare  supporto aereo ravvicinato alla fanteria mantenendo comunque una capacità limitata di interdizione aerea. Il Servizio Aeronautico diede inoltre un importante supporto nelle operazioni di ricognizione aerea per l'Esercito. Tuttavia, esso di solito non controllava i velivoli leggeri o gli aerostati spiegati e utilizzati dai battaglioni d'artiglieria per l'osservazione.
Il Servizio Aeronautico fu impiegato limitatamente nei bombardamenti strategici delle maggiori città cinesi come Shanghai e Chongqing nelle prime fasi della seconda guerra sino-giapponese; questa infatti non era la sua missione primaria ed esso mancava dei bombardieri strategici pesanti, come quelli introdotti in seguito dall'United States Army Air Force, l'aviazione militare statunitense del periodo.
Il Dai-Nippon Teikoku Kaigun Kōkū Hombu (Servizio Aeronautico della Marina Imperiale) era responsabile degli attacchi a lungo raggio e della difesa aerea strategica e fu non prima delle ultime fasi della guerra del Pacifico che entrambi i Servizi lavorarono come un organo unito per la difesa aerea.

## Storia
L'Esercito Imperiale fece uso di mongolfiere per l'osservazione aerea nella guerra russo-giapponese tra il 1904-1905 e acquistò il suo primo aeroplano, un biplano Farman, nel 1910 realizzando il primo aereo giapponese Kaishiki No.1 nel 1911.   Tuttavia, un serio interesse per l'aviazione militare non si ebbe che dopo la prima guerra mondiale. Gli osservatori militari giapponesi in Europa furono rapidamente in grado di cogliere i vantaggi della nuova tecnologia e, dopo la fine della guerra, il Giappone acquistò numerosi aerei militari rimasti in surplus, come i Sopwith 1½ Strutter, i Nieuport 11 e gli SPAD.
Nel 1919, l'aviazione dell'esercito fu organizzata come una catena di comando separata all'interno del Ministero della Guerra del Giappone e i velivoli furono usati in combattimento nel 1920 durante l'intervento in Siberia contro l'Armata Rossa bolscevica, vicino a Vladivostok.

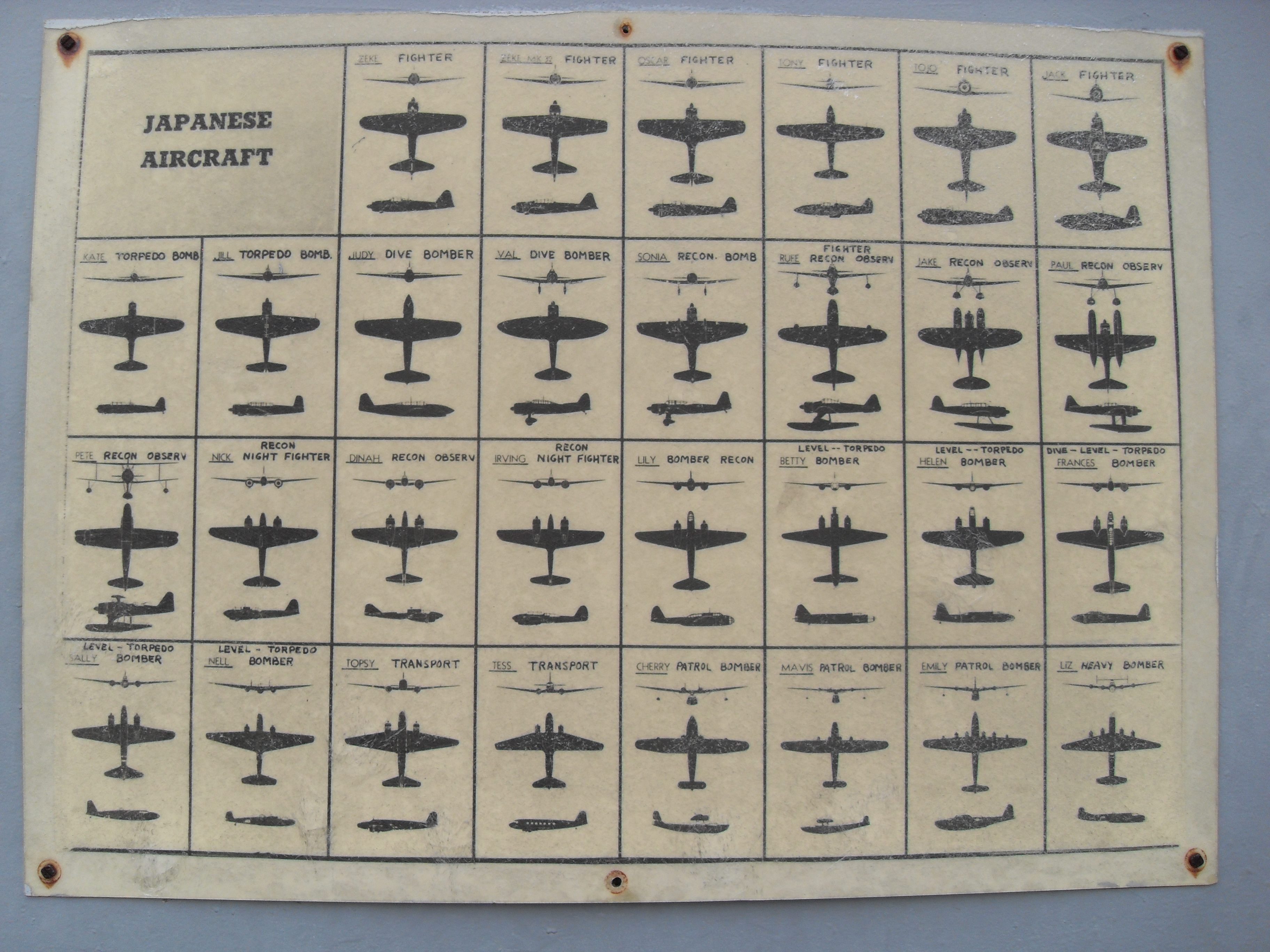
Tabella identificativa dei velivoli militari giapponesi nella seconda guerra mondiale.

La prima fabbrica di aerei in Giappone, la Nakajima Hikōki, fu fondata nel 1916 e in seguito ottenne la licenza per produrre i Nieuport 24, i Nieuport 29 C1 e anche il motore della Hispano-Suiza. In seguito la Nakajima ottenne la licenza per il Gloster Gannet e il motore Bristol Jupiter. Anche la Mitsubishi Heavy Industries cominciò a produrre velivoli sotto licenza della Sopwith Aviation Company nel 1921, mentre la Kawasaki Heavy Industries cominciò a produrre i bombardieri Salmson francesi e ad assumere ingegneri tedeschi, come il Dr. Richard Vogt, per sviluppare progetti originali, come il bombardiere KDA-2 (Type 88). La Kawasaki produsse inoltre motori per aerei su licenza BMW.
Nei tardi anni venti l'industria aeronautica giapponese aveva acquisito sufficiente esperienza da sviluppare progetti completamente autoctoni da proporre al proprio esercito e nel 1935 il paese disponeva di un consistente numero di velivoli tecnicamente sofisticati.
Nel 1941, le forze aeree giapponesi potevano contare su circa 1.500 aerei da combattimento. Durante il primo anno di guerra, il Giappone continuò lo sviluppo tecnologico e l'impiego di velivoli sempre più avanzati, che lo portò a una supremazia aerea sulla maggior parte dei campi di battaglia, data l'esperienza in combattimento dei suoi equipaggi contrapposta al basso numero di aerei e alla mancanza di preparazione delle forze alleate.
Tuttavia con il proseguimento della guerra, le limitazioni industriali del paese in confronto all'industria Alleata, l'impegno in combattimenti su molti fronti e i bombardamenti operati sulle principali isole del Giappone, non permisero al paese di mantenere un adeguato numero di aerei in attività. Gli equipaggi esperti subivano continue perdite in battaglia, mentre quelli nuovi non potevano essere ben addestrati per mancanza di carburante e di tempo, cosicché verso la fine della sua esistenza il Servizio Aeronautico ricorse ad attacchi kamikaze contro la schiacciante superiorità delle forze Alleate.

## Aeroplani giapponesi della seconda guerra mondiale
Gli aeroplani utilizzati dalla forza aerea imperiale durante la seconda guerra sino-giapponese e la seconda guerra mondiale erano (lista parziale):
Caccia:
- Nakajima Ki-27 中島 キ-27 九七式戦闘機 (Tipo 97 caccia?) Nate
- Nakajima Ki-43 中島 キ-43 一式戦闘機 隼 (Tipo 1 caccia "Hayabusa"?) Oscar
- Nakajima Ki-44 中島 キ-44 二式単座戦闘機 鍾馗 (Tipo 2 caccia monoposto "Shōki"?) Tōjō
- Kawasaki Ki-45 Kai 川崎 キ-45改 二式複座戦闘機 屠龍 (Tipo 2 caccia biposto "Toryū"?) Nick
- Kawasaki Ki-61 川崎 キ-61 三式戦闘機 飛燕 (Tipo 3 caccia "Hien"?) Tony
- Nakajima Ki-84 中島 キ-84 四式戦闘機 疾風 (Tipo 4 caccia "Hayate"?) Frank
- Kawasaki Ki-100 川崎 キ-100 五式戦闘機 (Tipo 5 caccia?)
- Mitsubishi Ki-109 三菱 キ-109 試作特殊防空戦闘機 (intercettore sperimentale pesante?)

Bombardieri:
- Mitsubishi Ki-21 三菱 キ-21 九七式重爆撃機 (Tipo 97 bombardiere pesante?) Sally
- Mitsubishi Ki-30 三菱 キ-30 九七式軽爆撃機 (Tipo 97 bombardiere leggero?) Ann
- Kawasaki Ki-32 川崎 キ-32 九八式軽爆撃機, (Tipo 98 bombardiere leggero?) Mary
- Kawasaki Ki-48 川崎 キ-48 九九式双発軽爆撃機 (Tipo 99 bombardiere leggero bimotore?) Lily
- Nakajima Ki-49 中島 キ-49 一〇〇式重爆撃機 呑龍 (Tipo 100 bombardiere pesante "Donryū"?) Helen
- Mitsubishi Ki-67 三菱 キ-67 四式重爆撃機 飛龍 (Tipo 4 bombardiere pesante "Hiryū"?) Peggy

Attacco al suolo:
- Mitsubishi Ki-51 三菱 キ-51 九九式襲撃機/軍偵察機 (Tipo 99 assalto/riconoscimento?) Sonia
- Kawasaki Ki-102 川崎 キ-102 四式襲撃機 (Tipo 4 assalto?) Randy

Trasporto:
- Nakajima Ki-34 中島 キ-34 九七式輸送機 (Tipo 97 trasporto?) Thora
- Kawasaki Ki-56 川崎 キ-56 一式貨物輸送機 (Tipo 1 cargo?) Thalia
- Mitsubishi Ki-57 三菱 キ-57 一〇〇式輸送機 (Tipo 100 trasporto?) Topsy
- Kokusai Ki-59 国際 キ-59 一式輸送機 (Tipo 1 trasporto?) Theresa

Ricognizione:
- Mitsubishi Ki-15 三菱 キ-15 九七式司令部偵察機 (Tipo 97 Army HQ ricognizione?) Babs
- Tachikawa Ki-36 立川 キ-36 九八式直接協同偵察機 (Tipo 98 ricognizione?) Ida
- Mitsubishi Ki-46 三菱 キ-49 一〇〇式司令部偵察機 (Tipo 100 Army HQ ricognizione?) Dinah

Addestratori:
- Tachikawa Ki-9 立川 キ-9 九五式一型練習機 (Tipo 95 Model 1 addestratore intermedio?) Spruce
- Tachikawa Ki-17 立川 キ-17 九五式三型練習機 (Tipo 95 Model 3 addestratore base?) Cedar
- Tachikawa Ki-54 立川 キ-54 一式双発高等練習機 (Tipo 1 addestratore avanzato bimotore?) Hickory
- Tachikawa Ki-55 立川 キ-55 九九式高等練習機 (Tipo 99 addestratore avanzato?) Ida
- Manshū Ki-79 満州 キ-79 二式高等練習機 (Tipo 2 addestratore avanzato?)

Altri aerei:
- Kokusai Ki-76 国際 キ-76 三式指揮連絡機 (Tipo 3 comando e controllo/collegamento?) Stella
- Kayaba Ka-1 萱場 カ号観測機 (Ka-Gō riconoscimento a supporto dell'artiglieria?)

## Organizzazione

### Sezioni Dipartimentali del Servizio Aeronautico
- Comandante in capo dell'Ufficio del Servizio Aeronautico dell'Esercito
- Dipartimento dello Staff del Servizio Aeronautico
- Dipartimento Amministrativo e Affari generali
- Ispettorato generale dell'aviazione
  - Unità Affari generali dell'Ispettorato dell'Aviazione dell'Esercito
- Dipartimento dell'Istruzione e dell'Addestramento Aereo
- Accademia del Servizio Aeronautico dell'Esercito Imperiale Giapponese
- Uffici dei Rifornimenti
- Arsenale dell'Aviazione dell'Esercito di Tachikawa
- Dipartimento del Trasporto Aereo dell'Esercito
- Dipartimento dell'Intelligence dell'Aviazione dell'Esercito

### Organizzazione operativa
Prima della prima guerra mondiale, le unità base del Servizio Aeronautico era il Battaglione Aereo 航空大隊 (Kōkū Daitai?), ognuna composta da due Squadroni 中隊 (Chutai?) con nove aerei ciascuno, più tre velivoli di riserva e tre destinati all'uso del quartier generale, per un totale di 27 aerei per battaglione. L'ufficiale comandante il Chutai era il Chutaicho, il cui rango era il corrispettivo dell'occidentale capitano. Il velivolo del comandante spesso aveva dei marchi distintivi, come avere la coda colorata, totalmente o in parte, di giallo, arancione, rosso o scarlatto.
In un riorganizzazione avvenuta il 5 maggio 1927, vennero istituiti i Reggimenti Aerei 飛行連隊 (Hikō Rentai?), ognuno consistente in due battaglioni, con fino a quattro squadroni ciascuno. Ogni reggimento era un misto di unità da caccia e da ricognizione.
Con l'inizio della seconda guerra sino-giapponese nel 1937, le condizioni d'operazione favorirono l'uso di molte piccole unità, con il risultato della creazione di molti Battaglioni Aerei Indipendenti 独立飛行大隊 (Dokuritsu Hikō Daitai?) o anche di Squadroni Indipendenti 独立飛行中隊 (Dokuritsu Hikō Chutai?), ognuno con il proprio simbolo distintivo.
Nell'agosto 1938, una riorganizzazione completa del Servizio Aeronautico portò alla creazione dei Gruppi Aerei da Combattimento 飛行戦隊 (Hikō Sentai?), i quali rimpiazzarono tutti i battaglioni e i reggimenti. Ogni Gruppo Aereo era un'unica unità formata solitamente da tre squadroni, divisi in tre Stormi 小隊 (Shōtai?) di tre aerei ciascuno. Assieme con gli aerei di riserva e gli stormi del quartier generale, un Gruppo Aereo da Combattimento tipicamente contava 45 aerei da caccia o fino a 30 aerei da ricognizione. Due o più Gruppi Aerei formavano una Divisione Aerea 飛行団 (Hikōdan?) che, assieme alle unità base e di supporto e a diversi Squadroni Indipendenti, formavano un Corpo Aereo 飛行集団 (Hikō Shudan?).
Nel 1942, i Corpi Aerei furono ridenominati Divisioni Aeree 飛行師団 (Hikō Shidan?), per equipararli alle Divisioni di Fanteria, ma la struttura rimase sempre la stessa. Due Divisioni aeree, assieme ad alcune unità indipendenti componevano un'Armata Aerea 航空軍 (Kōkū gun?).
Per la maggior parte della guerra del Pacifico, il Servizio Aeronautico era organizzato in quattro Armate Aeree, con due in aggiunta nelle fasi finali del conflitto:
- 1ª Armata Aerea – QG Tokyo, secondo il Piano del Kantō, essa doveva proteggere l'arcipelago del Giappone, l'isola di Taiwan, la Corea, le isole Curili e l'isola di Sachalin.
- 2ª Armata Aerea - QG Hsinking, a protezione del Manciukuò
- 3ª Armata Aerea - QG Singapore, a protezione del Sud-est asiatico
- 4ª Armata Aerea - QG Rabaul, a protezione delle isole Salomone e della Nuova Guinea
- 5ª Armata Aerea - QG Nanchino, a protezione delle posizioni giapponesi nella Cina occupata
- 6ª Armata Aerea – a Kyūshū per proteggere Taiwan e Okinawa

Nell'aprile 1944, fu eseguita un'ulteriore riorganizzazione del Servizio Aeronautico. Le unità di manutenzione e del servizio a terra, in precedenza appartenenti a comandi separati, furono aggregate ai Gruppi Aerei da Combattimento (Hiko Sentai). Gli squadroni combattenti del Gruppo Aereo furono ridesignati come Unità d'Attacco 攻撃隊 (Kogekitai?) e le unità del supporto a terra furono denominate Unità della Manutenzione 整備隊 (Seibutai?).
Altri cambiamenti nelle fasi conclusive della guerra furono la formazione delle "Unità d'Attacco Speciali" e delle "Unità Aeree d'urto", che erano unità di breve vita con dei simboli e nomi propri (spesso presi dalla mitologia o dalla storia), ma posizionati con gli squadroni già esistenti. Queste unità erano create e addestrate appositamente per missioni con scontri aria-aria con i bombardieri Alleati. Di solito i loro armamenti venivano rimossi e la loro struttura rinforzata.
Nella fase finale della guerra, le Unità d'Attacco Speciali evolsero nelle unità suicide per le missioni kamikaze. Furono formate circa 170 di queste unità, 57 solo dalla Divisione Aerea Istruttori. Teoricamente dotati di 12 aerei ciascuna, in realtà ne comprendevano circa 2000.
La riorganizzazione finale prese luogo durante la preparazione dell'Operazione Ketsu-Go, la difesa dell'arcipelago giapponese nel 1945, quando tutte le Armate Aeree furono aggregate sotto un comando centralizzato del generale Masakau Kawabe.

#### Forze per Operazioni Speciali
Il Teishin Shudan (Gruppo d'Assalto) era la forza speciale/truppa aviotrasportata durante la seconda guerra mondiale. La parola teishin può essere tradotta letteralmente come balzo in avanti che in genere sta ad indicare un raid. Può essere anche paragonata con i "commando", termine usato in altri eserciti. L'unità era una forza a livello di "Divisione" ed era parte del Servizio Aeronautico dell'Esercito Imperiale giapponese. Le unità Teishin erano oltre tutto distinte dalla fanteria di marina aviotrasportata delle Forze Speciali Navali da Sbarco (Fanteria di marina giapponese).
Il Giretsu 義烈空挺隊 (Giretsu Kūteitai?) era una forza speciale aviotrasportata dell'Esercito imperiale giapponese formato dai Teishin Shudan, nel tardo 1944, come un ultimo disperato tentativo di ridurre e ritardare i raid dei bombardieri Alleati sull'arcipelago giapponese. Le forze speciali Giretsu erano comandate dal generale Kyoji Tominaga.

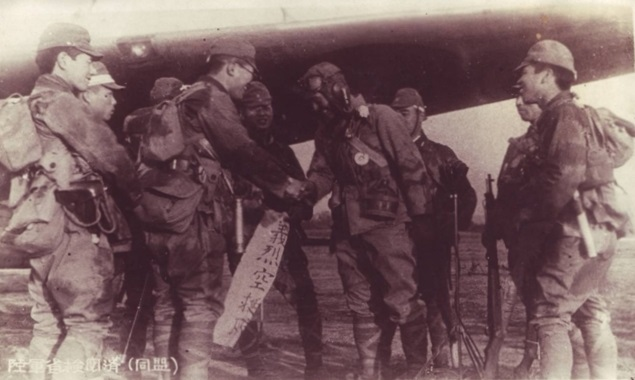
Il capitano Okuyama e l'unità aviotrasportata Giretsu pronti per la loro missione su Okinawa.

## Dimensioni del Servizio Aeronautico
Nel 1940 il Servizio Aeronautico consisteva in:
- 33 000 uomini
- più di 1 600 velivoli (inclusi 1 375 aerei da combattimento in prima linea)
  - i velivoli erano organizzati in 85 Squadroni
    - 36 di aerei da caccia
    - 28 di bombardieri leggeri
    - 22 di bombardieri medi
- Il totale dei militari dell'Esercito Imperiale (esclusa la Marina Imperiale) nell'agosto 1945 era di 6.095.000 uomini, inclusi 676.863 del Servizio Aeronautico.

## Arsenali
Le Forze Aeree dell'Esercito giapponese avevano una sezione tecnica: il 1º Arsenale dell'Aviazione dell'Esercito di Tachikawa, che aveva il compito della ricerca e dello sviluppo dell'aviazione. L'arsenale includeva una sezione per i test sui velivoli Alleati catturati.
L'Arsenale era inoltre collegato con la Tachikawa Aircraft Company Ltd e la Rikugun Kokukosho K.K., le aziende per la produzione dei velivoli dell'Esercito.

## Portaerei di scorta dell'aviazione
Per colpa delle scarse relazioni tra l'Esercito Imperiale e la Marina Imperiale, l'Esercito si trovò nella necessità di procurarsi ed usare delle portaerei per poter dare una scorta e quindi una protezione ai convogli dell'Esercito. Queste portaerei di scorta furono convertite a partire da piccole navi di linea o mercantili. Esse avevano la capacità di trasportare da 8 a 38 velivoli, in base al tipo e alla dimensione, e furono usate anche per trasportare personale e carri armati.
Questi vascelli includono la Taiyō Maru, la Unyo Maru, la Chuyo Maru, la Kaiyō Maru, la Shinyo Maru, la Kamakura Maru, la Akitsu Maru, la Nigitsu Maru, la Kumano Maru, la Yamashiro Maru, la Chigusa Maru, la Shimane Marue la Otakisan Maru; in esse operavano equipaggi composti da civili mentre le armi contraeree, leggere e medie, erano maneggiate da membri dell'Esercito.

## Uniformi ed equipaggiamento
Come parte integrante dell'Esercito Imperiale, i membri del Servizio Aeronautico indossavano le uniformi standard dell'Esercito. Solo i piloti e i membri del servizio a terra indossavano l'assetto e le strisce color blu cielo, mentre gli ufficiali indossavano i loro gradi su delle toppe sempre color blu cielo.